# 가미나카정 (후쿠이현)
가미나카정(上中町)은 후쿠이현 오뉴군에 설치되었던 정이다. 2005년 3월 31일 가미나카정 및 미카타군 미카타정 등 2개 정이 합병, 와카사정 신설되고 폐지되었다.

## 지리
동서를 국도 27호가 관통하다.미야케에서 시가현 다카시마시로 국도 303호가 빠진다.
철도는 JR코하마선이 동서를 달린다.구 가미나카 정내의 역은 오토바역, 와카사아리타역, 가미나카역이다.
이 세 역에 있어서의 공통점은, 후쿠이역까지 타도, 후쿠치야마역까지 타도 운임의 액수가 같다(1620엔).

## 구역
- 도바(구 도바촌)
- 미야케(구 미야케촌)
- 노기(옛 노기촌)
- 오이우(구 오이우촌)
- 구마가와(구 구마가와촌)

## 역사
- 1954년 1월 1일 - 도바촌, 미야케촌, 노기촌, 오이우촌, 구마가와촌 등 5개 촌이 합병, 가미나카정이 신설
- 2004년 - 정제 시행 50주년을 맞이하였다.
- 2005년 3월 31일 - 가미나카정 및 미카타정 등 2개 정이 합병, 와카사정이 신설되고 가미나카정 등은 폐지되었다.

## 행정
- 합병시의 정장:쓰다 마사시(津田 雅司)

역대 정장
- 초대: 다나카 야시치(田中 彌七, 1954년~1957년)
- 제2대: 다마이 요시타로(玉井 芳太郎, 1958년~1965년)
- 제3대: 시게나가 토시히코(重長 俊彦, 1966년~1973년)
- 제4대: 우다 야스시(宇田 保, 1974년~1985년)
- 제5대: 이노구치 히데야(井ノ口 英也, 1986년~1993년)
- 제6대: 시모나카 에이(霜中 衛, 1994년~2002년)
- 제7대: 쓰다 마사시(津田 雅司, 2002년~2005년)